# Rydaholms landskommun
Rydaholms landskommun var en tidigare kommun i Jönköpings län.

## Administrativ historik
När 1862 års kommunalförordningar trädde i kraft den 1 januari 1863 inrättades i Sverige cirka 2 400 landskommuner samt 89 städer och ett mindre antal köpingar. Då inrättades i Rydaholms socken i Östbo härad i Småland denna kommun.
Den 1 januari 1947 (enligt beslut den 22 mars 1946) överfördes till Rydaholms landskommun och församling det obebodda området Damängen, omfattande en areal av 0,03 km² (varav allt land), från Slätthögs landskommun och församling i Kronobergs län.
Den första av 1900-talets riksomfattande kommunreformer i Sverige år 1952 påverkade inte Rydaholm, som kvarstod som egen kommun fram till nästa indelningsreform 1971, då området gick upp i Värnamo kommun.
Kommunkoden 1952–70 var 0627.

### Kyrklig tillhörighet
Rydaholms landskommun tillhörde i kyrkligt hänseende Rydaholms församling.

## Geografi
Rydaholms landskommun omfattade den 1 januari 1952 en areal av 216,77 km², varav 202,17 km² land. Efter nymätningar och arealberäkningar färdiga den 1 januari 1957 omfattade landskommunen den 1 november 1960 en areal av 218,46 km², varav 204,86 km² land.

### Tätorter i kommunen 1960
| Tätort   | Folkmängd |
| -------- | --------- |
| Rydaholm | 1 364     |
| Horda    | 412       |

Tätortsgraden i kommunen var den 1 november 1960 51,7 procent.

## Befolkningsutveckling
| Befolkningsutvecklingen i Rydaholms landskommun 1870–1970 | Befolkningsutvecklingen i Rydaholms landskommun 1870–1970 | Befolkningsutvecklingen i Rydaholms landskommun 1870–1970 | Befolkningsutvecklingen i Rydaholms landskommun 1870–1970 | Befolkningsutvecklingen i Rydaholms landskommun 1870–1970 |
| --- | --------------------------------------------------------- | --------------------------------------------------------- | --------------------------------------------------------- | --------------------------------------------------------- |
| |                                                           |                                                           |                                                           |                                                           |
| År |                                                           |                                                           | Folkmängd                                                 |                                                           |
| 1870 | 1870                                                      |                                                           | 3 526                                                     |                                                           |
| 1880 | 1880                                                      |                                                           | 3 691                                                     |                                                           |
| 1890 | 1890                                                      |                                                           | 3 301                                                     |                                                           |
| 1900 | 1900                                                      |                                                           | 3 215                                                     |                                                           |
| 1910 | 1910                                                      |                                                           | 3 326                                                     |                                                           |
| 1920 | 1920                                                      |                                                           | 3 395                                                     |                                                           |
| 1930 | 1930                                                      |                                                           | 3 338                                                     |                                                           |
| 1935 | 1935                                                      |                                                           | 3 303                                                     |                                                           |
| 1940 | 1940                                                      |                                                           | 3 268                                                     |                                                           |
| 1945 | 1945                                                      |                                                           | 3 300                                                     |                                                           |
| 1950 | 1950                                                      |                                                           | 3 367                                                     |                                                           |
| 1955 | 1955                                                      |                                                           | 3 406                                                     |                                                           |
| 1960 | 1960                                                      |                                                           | 3 433                                                     |                                                           |
| 1965 | 1965                                                      |                                                           | 3 351                                                     |                                                           |
| 1970 | 1970                                                      |                                                           | 3 160                                                     |                                                           |
| Anm: För åren 1870-1945: befolkning enligt folkräkning 31 december enligt den administrativa indelningen den 1 januari följande år. 1950 avser befolkning enligt folkräkning den 31 december enligt den administrativa indelningen den 1 januari 1952. 1955 avser den kyrkobokförda befolkningen den 31 december enligt den administrativa indelningen den 1 januari följande år. 1960 & 1965 avser befolkning enligt folkräkning den 1 november enligt den administrativa indelningen den 1 januari följande år. 1970 avser befolkningen den 31 december 1970 i det område som landskommunen omfattade när den upplöstes den 1 januari 1971. |                                                           |                                                           |                                                           |                                                           |

## Politik

### Mandatfördelning i valen 1938–1966
| 7 | 6 | 5 | 7 |

| 25 |

| 6 | 7 | 6 | 6 |

| 25 |

| 7 | 7 | 5 | 6 |

| 25 |

| 8 | 5 | 5 | 7 |

| 25 |

| 8 | 5 | 4 | 8 |

| 24 |

| 7 | 7 | 4 | 7 |

| 25 |

| 8 | 6 | 4 | 7 |

| 23 |

| 6 | 6 | 4 | 2 | 7 |

| 23 |